# مقاطعة تيرنر (داكوتا الجنوبية)
تونر (بالإنجليزية: Turner)‏ هي إحدى مقاطعات ولاية داكوتا الجنوبية في الولايات المتحدة الأمريكية.

## أعلام
- رودني هال